# Slavko Vorkapić

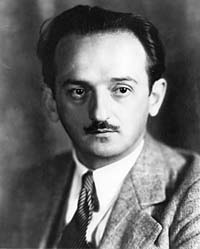
Slavko Vorkapić

Slavoljub „Slavko“ Vorkapić (kyrillisch: Славољуб "Славко" Воркапић;Englisch: Slavko Vorkapich; * 17. März 1894 in Dobrinci, Syrmien, Österreich-Ungarn (heute eingemeindet zu Ruma, Serbien); † 20. Oktober 1976 in Mijas, Spanien) war ein jugoslawisch-US-amerikanischer Regisseur und Filmeditor, der insbesondere für seine Montage-Sequenzen bekannt wurde. Er lehrte außerdem einige Zeit an der USC School of Cinematic Arts.

## Leben
Slavko Vorkapić wurde am 17. März 1894 im Dorf Dobrinci, damals Österreich-Ungarn, geboren. Sein Vater Petar Vorkapić, ein Stadtschreiber, ermöglichte ihm eine gute Ausbildung. Nach Beendigung der Grundschule besuchte Vorkapić daher eine bekannte weiterführende Schule in der Nähe von Sremska Mitrovica, wo er erste Schritte in Richtung Kunst und Zeichnen machte. Er ging mit Mileva Marić, der ersten Frau von Albert Einstein, zur Schule. Vorkapić setzte seine Ausbildung in Zemun und später in der Famous Art School in Belgrad fort.
Nachdem Vorkapić 1920 in die USA ausgewandert war, fand er ab 1921 in Hollywood Arbeit, zunächst als Maler und Schauspieler. Später machte er sich einen Namen als Spezialeffektkünstler, als Filmeditor und als Regisseur. Er zeichnet verantwortlich für eine ganze Reihe von Filmen, hauptsächlich dokumentarischer und experimenteller Art. Bekannt ist er vor allem für seine Montage-Sequenzen, die er für verschiedene Filmstudios als Teile von Spielfilmen drehte. Für die Sequenzen benutzte er eine Vielzahl von Techniken filmischer und grafischer Art, um einen Teil der Handlung zeitlich gerafft darzustellen.
Von 1949 bis 1951 war Vorkapić Professor im Fachbereich Film an der USC School of Cinematic Arts in Los Angeles. In den 1950er-Jahren schloss sich eine Lehrtätigkeit an der Theaterakademie Belgrad an. In Jugoslawien drehte er auch 1955 seinen letzten abendfüllenden Spielfilm.
Slavko Vorkapić starb am 20. Oktober 1976 in Spanien an einem Herzinfarkt.

## Filmografie (Auswahl)

### Regisseur
- 1928: The Life and Death of 9413, a Hollywood Extra (Kurzfilm)
- 1933: The Past of Mary Holmes
- 1941: Moods of the Sea (Kurzfilm)
- 1942: RKO Victory Special No. 34-201: Conquer by the Clock (Dokumentar-Kurzfilm)
- 1943: Sailors All (Kurzfilm)
- 1943: Lieutenant Smith (Kurzfilm)
- 1943: This Is America Series No. 33-106: Medicine on Guard (Dokumentar-Kurzfilm)
- 1944: New Americans (Dokumentar-Kurzfilm)
- 1944: Mail Call (Kurzfilm)
- 1946: Tennessee Valley Authority (Dokumentar-Kurzfilm)
- 1955: Hanka

### Montage-Sequenzen (Auswahl)
- 1933: Christopher Strong
- 1934: Verbrechen ohne Leidenschaft (Crime Without Passion)
- 1936: San Francisco, Stadt der Sünde (San Francisco)
- 1937: Die gute Erde (The Good Earth)
- 1937: Der letzte Gangster (The Last Gangster)
- 1938: Three Comrades
- 1938: Der Testpilot (Test Pilot)
- 1939: Mr. Smith geht nach Washington (Mr. Smith Goes to Washington)
- 1941: Hier ist John Doe (Meet John Doe)